# Manuel E. Alencastre
Manuel E. Alencastre fue un político peruano. 
Fue elegido diputado suplente por la provincia de Canas en 1913 hasta 1918 durante los gobiernos de Guillermo Billinghurst, Oscar R. Benavides y José Pardo y Barreda.